# Rádio Record Campos
Rádio Record Campos é uma emissora de rádio brasileira sediada em Campos dos Goytacazes, cidade do estado do Rio de Janeiro. Opera no dial FM na frequência 90.7 MHz e é afiliada à Rede Aleluia. Foi fundada em 1934 na frequência AM 1110 kHz, como Rádio Cultura, e em 1997 foi vendida ao Grupo Record, ganhando a nomenclatura atual em 2010.

## História
Foi fundada em 11 de novembro de 1934 como Rádio Cultura de Campos, pelo médico paulista da cidade de Limeira Mário Ferraz Sampaio. Operava tanto em ondas curtas como em ondas tropicais, que tinham igual ou maior potência.
Em meados da década de 1980, fazia parte do Complexo de Comunicação Alair Ferreira formado por três emissoras de rádio (Rádio Jornal FM e Rádio Absoluta AM) e uma emissora de televisão - a TV Norte Fluminense (atual Record Interior RJ), então afiliada à TV Globo, pertencentes ao empresário e deputado Alair Ferreira. Posteriormente passou a pertencer ao Grupo Record, tendo a maioria de sua programação formada pelo jornalismo e músicas diversificadas. 
Em 14 de março de 2016, teve a extinção da sua grade de programação, limitando-se a condição de repetidora de programas religiosos ligados à Igreja Universal do Reino de Deus (Rede Aleluia). Seus funcionários foram dispensados, sob alegação da conjuntura da crise econômica de 2014 no Brasil que teria tornado inviável financeiramente a manutenção da programação antiga da emissora. Anos depois, a emissora desativou sua transmissão em ondas médias e migrou para a 90.7 FM.